# Jurnalul unei femei în alb
Jurnalul unei femei în alb (titlul original: în franceză Journal d'une femme en blanc) este un film dramatic francez, realizat în 1965 de regizorul Claude Autant-Lara, după romanul omonim din 1962 al scriitorului André Soubiran, protagoniști fiind actorii Marie-José Nat, Claude Gensac, Jean Valmont și Paloma Matta. 

## Rezumat
Claude Sauvage, o tânără doctoriță ginecolog, tenace, povestește despre câteva luni de stagiu pe care le-a făcut într-un spital parizian.
Viața privată și cariera medicală, ea și-a înregistrat îndoielile și dorințele într-o societate în care locul și soarta femeilor rămâneau o problemă secundară la acea vreme. Dându-și seama că și ea este însărcinată „ca toată lumea”, își amintește de o necunoscută pe care a îngrijit-o cu pasiune. Itinerarul personal al lui Claude parcurge prin cazul câtorva paciente, dezbaterea de atunci crucială despre ambiția profesională feminină, contracepție și dreptul la avort.

## Distribuție
- Marie-José Nat – Claude Sauvage
- Claude Gensac – domnișoara Viralleau
- Jean Valmont – Pascal
- Paloma Matta – Mariette Hugon
- Jean-Pierre Dorat – Landeau
- Ellen Bernsen – doamna Michelon
- Robert Benoît – Yves Hugon
- Martine de Breteuil – mama Mariettei
- Germaine Delbat – un doctor
- Daniel Ceccaldi – inspectorul Georget
- Cécile Vassort – tânăra mamă
- Annick Allières
- René Erouk
- Gérard Fallec
- Clara Gansard
- France Loubet
- Patrick Raynal
- Michel Robert
- Gilbert Robin
- Nadine Servan
- Michel Touret

## Aprecieri
„Problema controversată a controlului nașterilor într-un context romanțat.”—T. Caranfil , Dicționar universal de filme 